# Johannes Langfeldt
Johannes Iwer Langfeldt (* 21. Januar 1893 in Flensburg; † 9. Juli 1981 in Köln) war ein deutscher Bibliothekar.

## Leben
Nach der Promotion zum Dr. phil. (Zur Psychologie der Bekehrungserlebnisse. Eine Untersuchung mit Benutzung des Materials von James: Varieties of Religious Experience) in Kiel 1924 absolvierte er die bibliothekarische Ausbildung bei Erwin Ackerknecht in Stettin und wurde 1924 Bibliothekar an der Stadtbücherei Flensburg. Er übernahm 1926 die Leitung der Stadtbücherei Mülheim an der Ruhr. Von 1946 bis 1958 leitete er die „Volksbücherei der Stadt Köln“.
Seine Schwerpunkte waren literarische Betreuung von Kindern und Jugendlichen, Katalogfragen und das internationale Bibliothekswesen.

## Schriften (Auswahl)
- Büchereiarbeit und Berufserziehung. Bielefeld 1956, OCLC 73523709.
- Dornröschen und andere Märchen. Köln 1965, OCLC 73523711.